# إيفون كونستنت
إيفون كونستنت (بالفرنسية: Yvonne Constant)‏ هي مغنية وراقصة باليه وممثلة فرنسية، ولدت في 15 يونيو 1935 في باريس في فرنسا.

## وصلات خارجية
- إيفون كونستنت على موقع IMDb (الإنجليزية)
- إيفون كونستنت على موقع قاعدة بيانات برودواي على الإنترنت (الإنجليزية)